# تانزانیا بریوریز
تانزانیا بریوریز (انگلیسی: Tanzania Breweries) شرکت نوشیدنی تانزانیایی است، که در سال ۱۹۳۳ تأسیس شد.